# گالوست گالویان
گالوست آنوشاوانی گالویان (ارمنی: Գալուստ Անուշավանի Գալոյան؛  زادهٔ ۱ مارس ۱۹۲۷ - درگذشته ۲۲ اوت ۲۰۰۳) تاریخ‌نگار، سیاستمدار و آکادمیسین اهل ارمنستان بود. وی از سال ۱۹۶۳ ریاست انستیتو تاریخ فرهنگستان ملی علوم ارمنستان را برعهده داشت.

## زندگی‌نامه
وی در ۱ مارس ۱۹۲۷ در پوکر پارنی به دنیا آمد وی برادر آرمن گالویان بود. وی از دانشگاه دولتی ایروان (۱۹۵۰) و آکادمی علوم اجتماعی کمیته مرکزی حزب کمونیست اتحاد جماهیر شوروی (۱۹۵۵) فارغ‌التحصیل گشت. وی عضو فرهنگستان ملی علوم ارمنستان بود. همچنین برندهٔ جوایزی همچون نشان پرچم سرخ کار و جایزه دولتی ارمنستان شوروی شده است. وی در ۲۲ اوت ۲۰۰۳ در سن ۷۶ سالگی در ایروان درگذشت.

## یادداشت
1. ↑  Փոքր Պարնի
2. ↑  պատմական գիտությունների դոկտոր
3. ↑  Академия общественных наук при ЦК КПСС

## نگارخانه

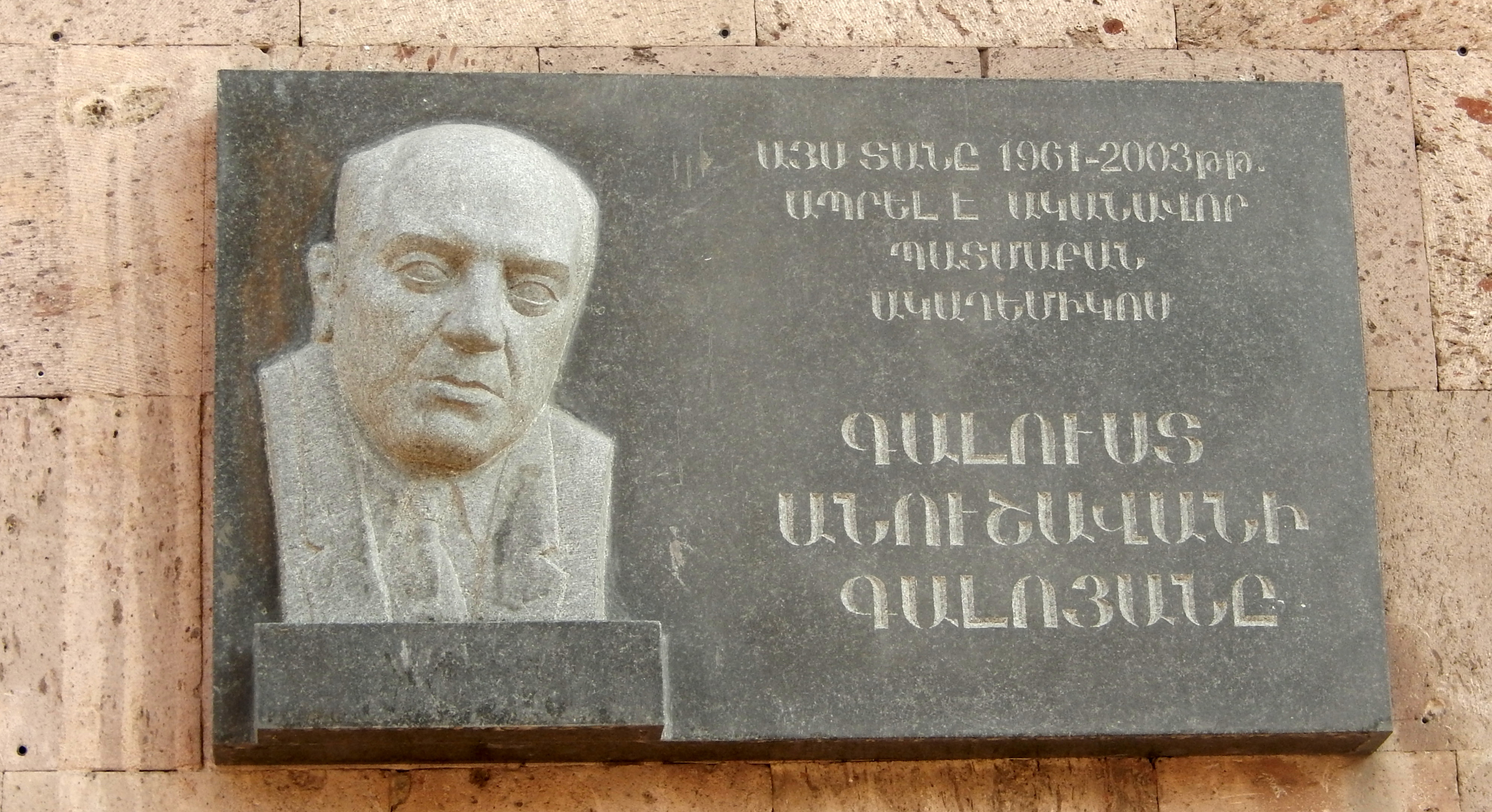
پلاک یادبود